# Ivan Lakićević
Ivan Lakićević (Belgrado, 27 de julio de 1993) es un futbolista serbio que juega de defensa en el F. K. Novi Pazar de la Superliga de Serbia.

## Clubes
| Club                     | País   | Año       |
| ------------------------ | ------ | --------- |
| F. K. Donji Srem         | Serbia | 2011-2015 |
| F. K. Vojvodina          | Serbia | 2015-2018 |
| Genoa C. F. C.           | Italia | 2018-2021 |
| Venezia F. C. (cedido)   | Italia | 2019-2020 |
| Reggina 1914             | Italia | 2021-2022 |
| F. K. Železničar Pančevo | Serbia | 2023-2024 |
| F. K. Novi Pazar         | Serbia | 2024-     |